# Ligyra leptyna
Ligyra leptyna är en tvåvingeart som beskrevs av Wray Merrill Bowden 1971. Ligyra leptyna ingår i släktet Ligyra och familjen svävflugor. Inga underarter finns listade i Catalogue of Life.